# Pod Lasem (Wnorów)
Pod Lasem – część wsi Wnorów w Polsce, położona w województwie świętokrzyskim, w powiecie sandomierskim, w gminie Łoniów. Nie posiada sołtysa, należy do sołectwa Wnorów.
W latach 1975–1998 Pod Lasem administracyjnie należało do województwa tarnobrzeskiego.